# Olympische Sommerspiele 1992/Leichtathletik – Kugelstoßen (Männer)

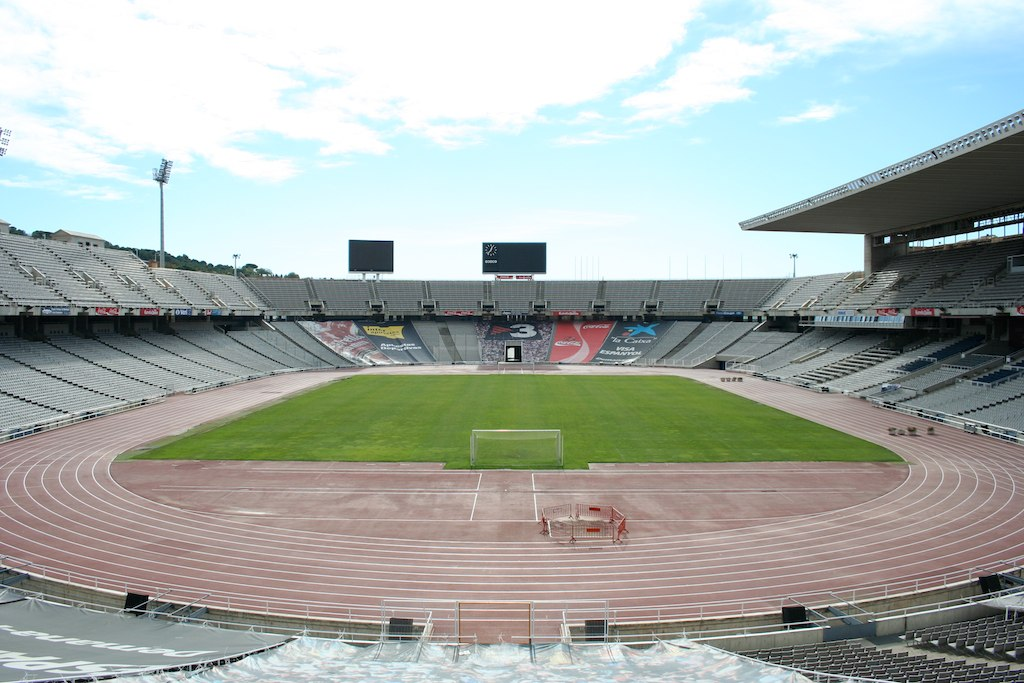
Das Olympiastadion von Barcelona im Jahr 2008

Das Kugelstoßen der Männer bei den Olympischen Spielen 1992 in Barcelona wurde am 31. Juli 1992 im Olympiastadion Barcelona ausgetragen. 26 Athleten nahmen teil.
Olympiasieger wurde der US-Amerikaner Mike Stulce, der vor seinem Landsmann Jim Doehring gewann. Die Bronzemedaille errang der für das Vereinte Team startende Russe Wjatscheslaw Lycho.
Für Deutschland gingen Udo Beyer und Ulf Timmermann an den Start. Beyer, mit 36 Jahren der älteste Teilnehmer im Feld, scheiterte bei seiner vierten Teilnahme an Olympischen Spielen in der Qualifikation. Timmermann erreichte das Finale und wurde Fünfter.

Der Schweizer Werner Günthör qualifizierte sich für das Finale. Er erreichte Platz vier.

Klaus Bodenmüller aus Österreich kam ebenfalls ins Finale, in dem er Rang sechs belegte.

Athleten aus Liechtenstein nahmen nicht teil.

## Aktuelle Titelträger
| Olympiasieger 1988                      | Ulf Timmermann ( DDR)               | 22,47 m | Seoul 1988            |
| Weltmeister 1991                        | Werner Günthör ( Schweiz)           | 21,67 m | Tokio 1991            |
| Europameister 1990                      | Ulf Timmermann ( DDR)               | 21,32 m | Split 1990            |
| Panamerikanischer Meister 1991          | Gert Weil ( Chile)                  | 19,47 m | Havanna 1991          |
| Zentralamerika und Karibik-Meister 1991 | Francisco Ball ( Puerto Rico)       | 17,50 m | Xalapa 1991           |
| Südamerika-Meister 1991                 | Gert Weil ( Chile)                  | 18,37 m | Manaus 1991           |
| Asienmeister 1991                       | Cheng Shaobo ( Volksrepublik China) | 18,11 m | Kuala Lumpur 1991     |
| Afrikameister 1992                      | Chima Ugwu ( Nigeria)               | 18,50 m | Belle Vue Maurel 1992 |
| Ozeanienmeister 1990                    | Douglas Mace ( Neuseeland)          | 15,60 m | Suva 1990             |

## Bestehende Rekorde
| Weltrekord         | 23,12 m | Randy Barnes ( USA)   | Los Angeles, USA          | 20. Mai 1990       |
| Olympischer Rekord | 22,47 m | Ulf Timmermann ( DDR) | Finale OS Seoul, Südkorea | 23. September 1988 |

Der bestehende olympische Rekord wurde bei diesen Spielen nicht erreicht. Der weiteste Stoß gelang dem US-amerikanischen Olympiasieger Mike Stulce mit 21,70 m in seinem fünften Versuch des Finales am 31. Juli. Damit blieb er 77 Zentimeter unter dem Olympia- und 1,42 m unter dem Weltrekord.

## Dopingproblematik
Die Dopingproblematik war auch in der Leichtathletik groß. Insbesondere nach dem Skandal um den kanadischen Sprinter Ben Johnson bei den Spielen in Seoul 1988 wurden weitere Dopingfälle in der Leichtathletik bekannt. Besonders im Kugelstoßen wurden die Dopingfahnder fündig. So waren alle drei Athleten, die hier in Barcelona Medaillen gewannen, in der Vergangenheit auffällig geworden. Mike Stulce war für zwei Jahre wegen der Einnahme von synthetischem Testosteron gesperrt worden und konnte Anfang des Jahres 1992 wieder Wettkämpfe bestreiten. Nach seinem Olympiasieg trat er bei den Weltmeisterschaften 1993 in Stuttgart an und belegte Platz drei. Jedoch wurde er positiv getestet und disqualifiziert. Zudem wurde er als Wiederholungstäter lebenslang gesperrt. Jim Doehrings Sperre von zwei Jahren – ebenfalls Doping mit Testosteron – wurde kurz vor den US-Olympiaausscheidungen nach achtzehn Monaten auf Grund eines Verfahrensfehlers aufgehoben. Wjatscheslaw Lycho war seine Bronzemedaille, die er bei den Europameisterschaften 1990 in Split gewonnen hatte, aberkannt worden, nachdem er positiv auf die Einnahme von Methamphetamin (Crystal Meth) getestet worden war. Er wurde für drei Monate gesperrt.
Erstmals gewannen damit drei Athleten olympische Medaillen in einer Disziplin, die vorher wegen verschiedener Dopingvergehen gesperrt worden waren.

## Legende
Kurze Übersicht zur Bedeutung der Symbolik – so üblicherweise auch in sonstigen Veröffentlichungen verwendet:
| – | verzichtet |
| x | ungültig   |

## Qualifikation
Datum: 31. Juli 1992, 10:00 Uhr
Für die Qualifikation wurden die Athleten in zwei Gruppen gelost. Zehn von ihnen (hellblau unterlegt) übertrafen die direkte Finalqualifikationsweite von 19,80 m. Damit war die Mindestanzahl von zwölf Finalteilnehmern nicht erreicht. So wurde das Finalfeld mit zwei weiteren Wettbewerbern aus beiden Gruppen (hellgrün unterlegt) nach den nächstbesten Weiten auf zwölf Wettbewerber aufgefüllt. Für die Finalteilnahme reichten schließlich 19,65 m.

### Gruppe A

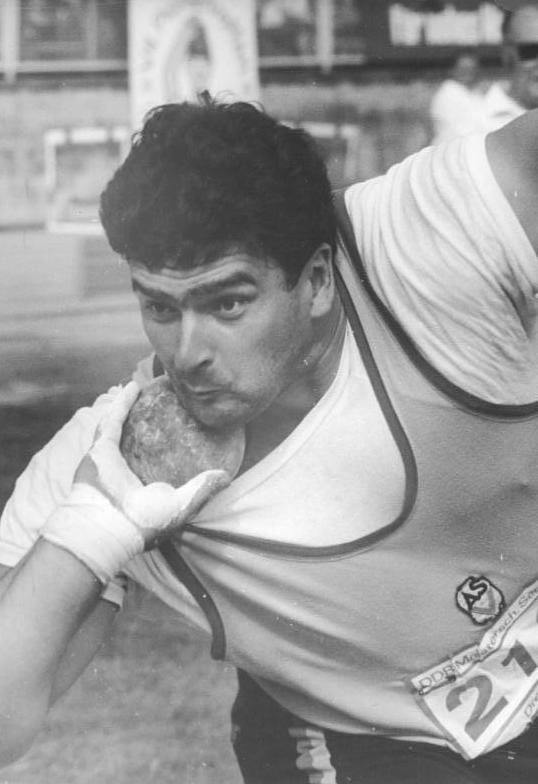
Udo Beyer – unter anderem Olympiasieger von 1976 und zweifacher Europameister (1978/1982) – erreichte mit 18,74 m nicht das Finale

Zlatan Saračević war der erste Leichtathlet, der für Bosnien und Herzegowina bei Olympischen Spielen antrat.
| Platz | Name               | Nation                  | 1. Versuch | 2. Versuch | 3. Versuch | Weite   | Anmerkung               |
| ----- | ------------------ | ----------------------- | ---------- | ---------- | ---------- | ------- | ----------------------- |
| 1     | Werner Günthör     | Schweiz                 | 20,50 m    | –          | –          | 20,50 m |                         |
| 2     | Luciano Zerbini    | Italien                 | 20,25 m    | –          | –          | 20,25 m |                         |
| 3     | Dragan Perić       | IOP                     | x          | 18,35 m    | 20,24 m    | 20,24 m | Teilnehmer aus Serbien  |
| 4     | Wjatscheslaw Lycho | EUN                     | x          | 20,24 m    | –          | 20,24 m | Teilnehmer aus Russland |
| 5     | Mike Stulce        | USA                     | 20,18 m    | –          | –          | 20,18 m |                         |
| 6     | Ron Backes         | USA                     | 19,71 m    | 19,35 m    | x          | 19,71 m |                         |
| 7     | Gert Weil          | Chile                   | 18,41 m    | 19,04 m    | 19,41 m    | 19,41 m |                         |
| 8     | Paul Edwards       | Großbritannien          | 18,57 m    | 19,03 m    | 18,80 m    | 19,03 m |                         |
| 9     | Kent Larsson       | Schweden                | 18,46 m    | x          | 18,56 m    | 18,56 m |                         |
| 10    | Udo Beyer          | Deutschland             | 18,47 m    | x          | x          | 18,47 m |                         |
| 11    | Victor Costello    | Irland                  | 15,99 m    | 17,15 m    | x          | 17,15 m |                         |
| 12    | Zlatan Saračević   | Bosnien und Herzegowina | x          | 15,12 m    | 16,38 m    | 16,38 m |                         |
| DNS   | Kalman Konya       | Deutschland             |            |            |            |         |                         |

### Gruppe B
| Platz | Name                 | Nation        | 1. Versuch | 2. Versuch | 3. Versuch | Weite   | Anmerkung                  |
| ----- | -------------------- | ------------- | ---------- | ---------- | ---------- | ------- | -------------------------- |
| 1     | Jim Doehring         | USA           | 19,77 m    | 20,53 m    | –          | 20,53 m |                            |
| 2     | Oleksandr Klymenko   | EUN           | 19,33 m    | 20,16 m    | –          | 20,16 m | Teilnehmer aus der Ukraine |
| 3     | Alessandro Andrei    | Italien       | 19,51 m    | 19,51 m    | 20,14 m    | 20,14 m |                            |
| 4     | Ulf Timmermann       | Deutschland   | 19,62 m    | 19,73 m    | 19,93 m    | 19,93 m |                            |
| 5     | Klaus Bodenmüller    | Österreich    | 19,56 m    | 19,86 m    | –          | 19,86 m |                            |
| 6     | Sören Tallhem        | Schweden      | 18,41 m    | 19,18 m    | 19,65 m    | 19,65 m |                            |
| 7     | Pétur Guðmundsson    | Island        | 18,46 m    | 18,76 m    | 19,15 m    | 19,15 m |                            |
| 8     | Andrij Nemtschaninow | EUN           | 18,91 m    | 18,98 m    | x          | 18,98 m | Teilnehmer aus der Ukraine |
| 9     | Gheorghe Gușet       | Rumänien      | 18,41 m    | x          | 18,96 m    | 18,96 m |                            |
| 10    | Antero Paljakka      | Finnland      | 18,42 m    | x          | x          | 18,42 m |                            |
| 11    | Khaled al-Khalidi    | Saudi-Arabien | 17,56 m    | 17,72 m    | 17,50 m    | 17,72 m |                            |
| 12    | Paul Quirke          | Irland        | 16,71 m    | 17,01 m    | 16,99 m    | 17,01 m |                            |
| 13    | Bilal Saad Mubarak   | Katar         | 16,91 m    | 16,98 m    | x          | 16,98 m |                            |
| 14    | Peter Dajia          | Kanada        | x          | x          | 16,81 m    | 16,81 m |                            |

## Finale
Datum: 31. Juli 1992, 18:55 Uhr
| Platz | Name               | Nation      | 1. Versuch | 2. Versuch | 3. Versuch | 4. Versuch                               | 5. Versuch                               | 6. Versuch                               | Endresultat | Anmerkung                  |
| ----- | ------------------ | ----------- | ---------- | ---------- | ---------- | ---------------------------------------- | ---------------------------------------- | ---------------------------------------- | ----------- | -------------------------- |
| 1     | Mike Stulce        | USA         | 21,49 m    | 21,58 m    | x          | 21,11 m                                  | 21,70 m                                  | x                                        | 21,70 m     |                            |
| 2     | Jim Doehring       | USA         | 19,89 m    | 20,96 m    | x          | 20,17 m                                  | x                                        | 20,93 m                                  | 20,96 m     |                            |
| 3     | Wjatscheslaw Lycho | EUN         | 20,93 m    | 20,94 m    | 20,79 m    | x                                        | 19,99 m                                  | 20,35 m                                  | 20,94 m     | Teilnehmer aus Russland    |
| 4     | Werner Günthör     | Schweiz     | 19,74 m    | 20,01 m    | 20,27 m    | 20,85 m                                  | x                                        | 20,91 m                                  | 20,91 m     |                            |
| 5     | Ulf Timmermann     | Deutschland | 20,12 m    | 20,03 m    | 19,82 m    | 20,49 m                                  | 20,10 m                                  | 20,38 m                                  | 20,49 m     |                            |
| 6     | Klaus Bodenmüller  | Österreich  | 20,13 m    | 20,19 m    | 20,48 m    | 20,39 m                                  | 19,81 m                                  | 19,92 m                                  | 20,48 m     |                            |
| 7     | Dragan Perić       | IOP         | x          | 19,90 m    | 19,59 m    | 20,07 m                                  | x                                        | 20,32 m                                  | 20,32 m     | Teilnehmer aus Serbien     |
| 8     | Oleksandr Klymenko | EUN         | x          | 20,23 m    | x          | x                                        | x                                        | 20,14 m                                  | 20,23 m     | Teilnehmer aus der Ukraine |
|       |                    |             |            |            |            |                                          |                                          |                                          |             |                            |
| 9     | Luciano Zerbini    | Italien     | 19,88 m    | 19,75 m    | 19,54 m    | nicht im Finale der besten acht Athleten | nicht im Finale der besten acht Athleten | nicht im Finale der besten acht Athleten | 19,88 m     |                            |
| 10    | Ron Backes         | USA         | 19,75 m    | x          | x          | nicht im Finale der besten acht Athleten | nicht im Finale der besten acht Athleten | nicht im Finale der besten acht Athleten | 19,75 m     |                            |
| 11    | Alessandro Andrei  | Italien     | 19,46 m    | 19,53 m    | 19,62 m    | nicht im Finale der besten acht Athleten | nicht im Finale der besten acht Athleten | nicht im Finale der besten acht Athleten | 19,62 m     |                            |
| 12    | Sören Tallhem      | Schweden    | 18,31 m    | 19,32 m    | x          | nicht im Finale der besten acht Athleten | nicht im Finale der besten acht Athleten | nicht im Finale der besten acht Athleten | 19,32 m     |                            |

Für das Finale hatten sich zwölf Athleten qualifiziert, zehn von ihnen über die geforderte Qualifikationsweite, zwei über ihre Platzierungen dahinter. Alle drei US-Athleten waren im Finale dabei, ebenso zwei Italiener und zwei Mitglieder des vereinten Teams. Komplettiert wurde das Finalfeld durch jeweils einen Teilnehmer aus Deutschland, Österreich, der Schweiz und Schweden, sowie einen Unabhängigen Olympischen Teilnehmer.
Klarer Favorit auf den Olympiasieg war der Schweizer Weltmeister Werner Günthör. Der Ausgang im Kampf um die weiteren Medaillen schien sehr offen zu sein. Zwar waren auch die Olympiasieger von 1988 und 1984 Ulf Timmermann (1988) – damals für die DDR startend – und der Italiener Alessandro Andrei (1984) im Finale, beide hatten jedoch nicht mehr die Form ihrer starken Jahre. Aufgrund ausgezeichneter Saisonleistungen zählten auch die US-Athleten zu den Anwärtern auf vordere Platzierungen.
Mit Udo Beyer gehörte der Olympiasieger von 1976 – damals für die DDR am Start – ebenfalls zu den Teilnehmern. Er war sechzehn Jahre nach seinem Sieg in Montreal mit 18,47 m in der Qualifikation ausgeschieden.
Der US-Amerikaner Mike Stulce übernahm schon im ersten Versuch mit 21,49 m die Führung. Mit 20,93 m blieb der für das Vereinte Team startende Wjatscheslaw Lycho aus Russland mehr als einen halben Meter hinter Stulce. Im zweiten Versuch konnten beide ihre Weiten verbessern, Stulce um neun Zentimeter auf 21,58 m, Lycho um einen Zentimeter auf 20,94 m. Lycho fiel dennoch auf Platz drei zurück, denn der US-Amerikaner Jim Doehring stieß 20,96 m. Im weiteren Verlauf änderte sich am Klassement nichts mehr. Stulce war der einzige Wettbewerber, der die Kugel über die 21-Meter-Marke brachte. Im vierten Versuch gelangen ihm 21,11 m, im fünften sogar 21,70 m. Günthör verpasste mit 20,91 m in seinem letzten Stoß eine Medaille um drei Zentimeter. Timmermann lag mit 20,49 m direkt hinter Günthör auf Platz fünf, während Alessandro Andrei mit 19,62 m nicht über Platz elf hinauskam.
Mike Stulces Sieg im 22. olympischen Finale war der fünfzehnte Sieg eines US-Kugelstoßers. Zudem war es der dreizehnte Doppelerfolg für die USA in dieser Disziplin.

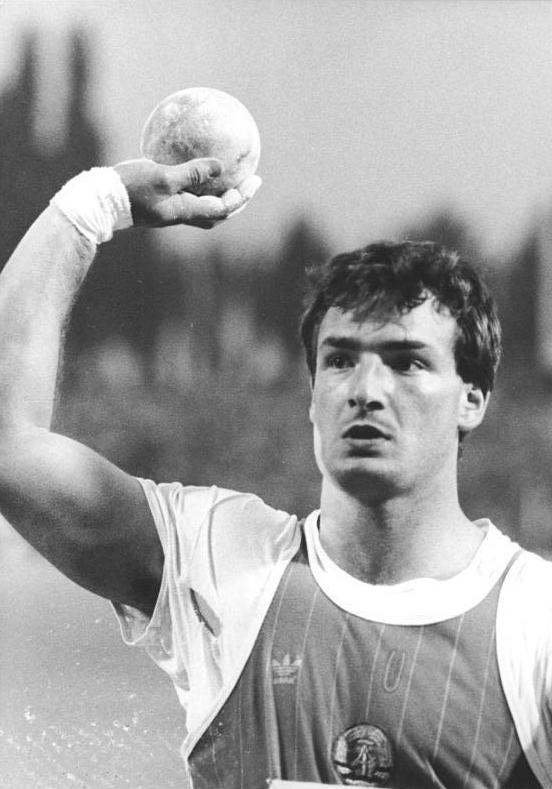
Ulf Timmermann – unter anderem Olympiasieger von 1988 und Europameister von 1990 – musste sich mit dem medaillenlosen fünften Rang zufriedengeben
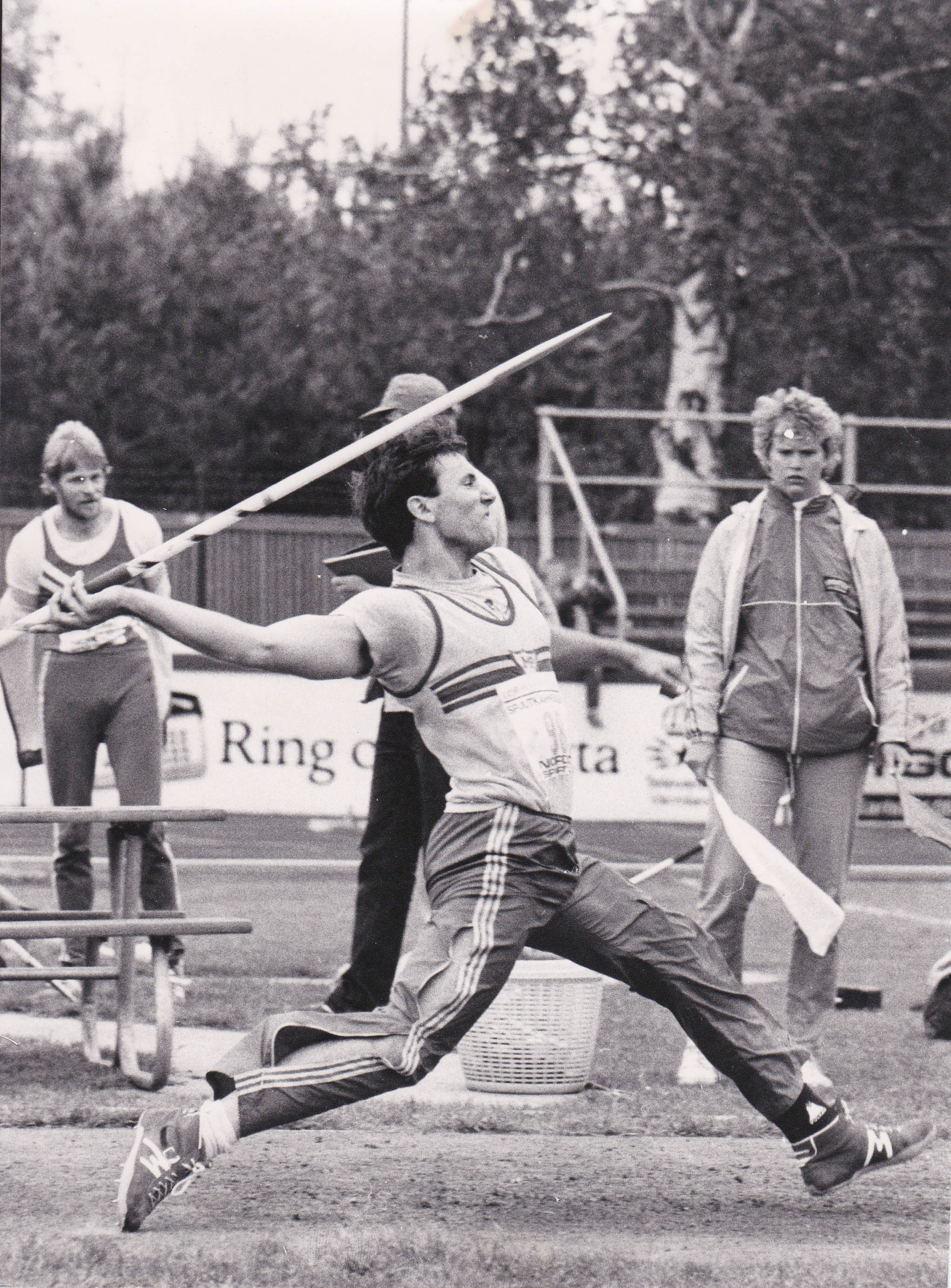
Sören Tallhem (hier als Speerwerfer) erreichte im Finale Platz zwölf

## Videolinks
- 1992 Olympic Games ~ Men's Shot Put, youtube.com, abgerufen am 21. Dezember 2021
- Men's Shot Put Final Barcelona Olympics 1992, youtube.com, abgerufen am 12. Februar 2018
- Mike Stulce (USA) Shot Put 21.70 meters at the 1992 Olympics Barcelona, youtube.com, abgerufen am 21. Dezember 2021
- 3762 Olympic Track & Field 1992 Shot Put Men Werner Günthör, youtube.com, abgerufen am 21. Dezember 2021
- 3744 Olympic Track & Field 1992 Shot Put Men Ulf Timmermann, youtube.com, abgerufen am 21. Dezember 2021